# Варовичі (Фастівський район)
Ва́ровичі — село в Україні, у Фастівському районі Київської області. Населення становить 352 осіб.
| Україна | Це незавершена стаття з географії України. Ви можете допомогти проєкту, виправивши або дописавши її. |